# Воже
Во́же — озеро розташоване на півночі Вологодської області в Росії. Озеро омиває Вожегодський, Кирилівський, та Коноський райони . Попередня назва Чардонське .

## Загальна характеристика
Котловина озера за різними даними витягнута з заходу на схід на 48 км або 64 . З півночі на південь 14-16 км . На західній стороні озера в сушу глибоко врізаються дві затоки — озеро Єломське площею 1,8км² , та Мольське площею 1,5км² . Ймовірно що вони колись були озерами не тільки за назвами . Західний берег озера сильно розмивається під час вітрів хвилями, а також руйнується весною льодами, тому цілком ймовірно що колись між ними була перемичка, яка в результаті була зруйнована . За переказами ще в XIX ст. західний берег озера був зовсім недалеко від острова Спаського . Від села Чаронда (зустрічається також Чардона) до острова було колись дуже близько і селяни переїжджали на нього по кам'янистій косі що тягнулася від мису . Тепер острів Спаський знаходиться на відстані близько 7 км від берега .
В південній (найбільш вузькій частині озера) та на східній його стороні спостерігається зовсім інше явище : там — за рахунок виносу опадів річками Вожегою і Модлоною — суша наступає на озеро . Проте південна частина залишається найглибшою частиною (найбільша глибина 5м — тоді як середня глибина озера 0,9м) .
Північна частина озера дуже мілка .
Берега озера, поросли змішаним лісом, низькі і на великій протяжності дуже заболочені .

## Гідрологічний режим
Водний баланс озера формується на 86,1 % за рахунок річкового стоку та на 13,9 % за рахунок опадів . В озеро впадає близько 20 річок та струмків . В середньому Свидь виносить з озера 1,9км³ води . В посушливі роки витрата води зменшується до 1,3км³ (1973 р.), а в повноводні може збільшуватися до 2,8км³ . Весною озеро сильно розливається, затоплюючи низьку місцевість на багато сотень метрів навкруги . Багаторічна амплітуда коливань рівня води становить майже 3 метрів .
Найнижчий рівень води в озері був спостерігався 16-19 квітня 1944 року — та був нижче середньорічного значення на 79 см.
Найвищий же рівень спостерігався в багатоводний в гирлі річки Тордокс був вище на 2 метри 9 сантиметрів за середньорічний .